# Carlos Cid Priego
Carlos Cid Priego (Madrid, 1920 - Oviedo, 1998) fou un historiador de l'art espanyol. Passà la infantesa a Melilla. Format a la Universitat de Barcelona, en seria professor anys a venir. Es va sentir sempre especialment lligat al món català, on exercí càrrecs culturals -a part dels universitaris- com el de comissari del Servicio de Defensa del Patrimonio Artístico (1958-1963), càrrec des del que impulsà la antol·lògica i molt àmplia Exposición de pintura catalana celebrada al Casón del Buen Retiro de Madrid el 1962.
Va ser un historiador generalista, publicà obres destacades de temes d'èpoques ben diferents: Surrealismo de ayer y hoy (1951), Carlos de Haes (1956), i estudis diversos des de temes arqueològics, mitologia, art medieval, etc.
Guanyà càtedra d'història de l'art a la Universitat d'Oviedo, fet que reorientà la temàtica dels seus estudis. Esdevingué aleshores un gran desvetllador de l'art d'Astúries i el cap de la moderna escola historicoartística d'aquella Universitat. Destaca la seva obra de síntesi Asturias (1978), per a la Fundació Juan March, o El arte prerrománico de la monarquía asturiana (1995).
La seva tesi doctoral havia estat un estudi exhaustiu sobre Damià Campeny, escultor neoclàssic català, que tanmateix havia quedat inèdit. Ja jubilat, la Biblioteca de Catalunya li encarregà posar al dia aquell volum, fet en bona part amb documents custodiats a l'entitat, i així sortí La vida y la obra del escultor neoclàsico catalán Damián Campeny i Estrany (1998). La Reial Acadèmia Catalana de Belles Arts de Sant Jordi l'elegí membre corresponent a Astúries.

## Font
- Fontbona, Francesc, pròleg a CID Priego, Carlos. La vida y la obra del escultor neoclàsico catalán Damián Campeny i Estrany.  Barcelona: Biblioteca de Catalunya, 1998.